# Дретеа (Клуж)
Дретеа (рум. Dretea) насеље је у Румунији у округу Клуж у општини Манастирени. Oпштина се налази на надморској висини од 679 m.

## Становништво
Према подацима из 2002. године у насељу је живело 120 становника.

### Попис2002.
| Расподела становништва по националности 2002.‍ | Расподела становништва по националности 2002.‍ | Расподела становништва по националности 2002.‍ | Расподела становништва по националности 2002.‍ | Расподела становништва по националности 2002.‍ |
| --------------------------------------------- | --------------------------------------------- | --------------------------------------------- | --------------------------------------------- | --------------------------------------------- |
|                                               |                                               |                                               |                                               |                                               |
| Румуни                                        | Румуни                                        |                                               | 108                                           | 91,5%                                         |
| Роми                                          | Роми                                          |                                               | 10                                            | 8,5%                                          |